# Trevignano Romano

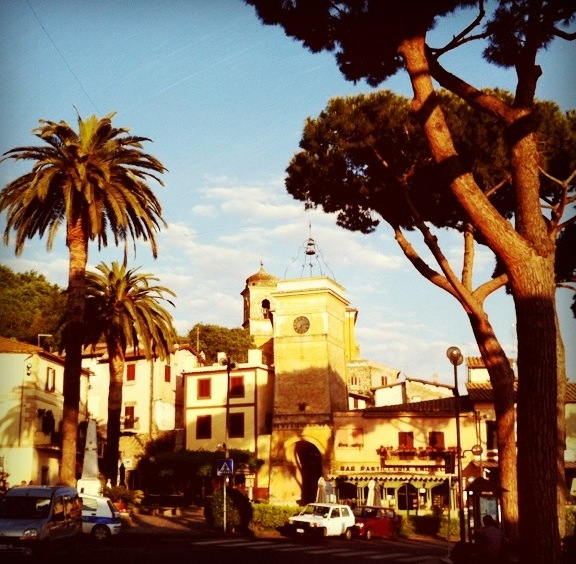
Trevignano

Trevignano Romano – miejscowość i gmina we Włoszech, w regionie Lacjum, w prowincji Rzym. Położona jest nad jeziorem Bracciano.
Według danych na rok 2004 gminę zamieszkiwało 4541 osób, 116,4 os./km².